# Układ heksagonalny
Układ heksagonalny – układ krystalograficzny, w którym trzy z czterech osi leżą w jednej płaszczyźnie, mają jednakową długość jednostek osiowych, a kąt między nimi wynosi 120°. Czwarta oś jest osią sześciokrotną, ma inną niż pozostałe długość jednostki osiowej i jest do nich prostopadła.
Typowymi postaciami krystalograficznymi tej grupy są:
- sześciokątne graniastosłupy
- sześciokątne piramidy (ostrosłupy)
- dwunastokątne piramidy
- podwójne piramidy

W tym układzie krystalizuje m.in. woda oraz około 8% minerałów, np. grafit, kowelin, molibdenit, pirotyn, beryl, apatyt, piromorfit, mimetezyt, wanadynit, wurcyt, cynkit, kwarc wysokotemperaturowy, nefelin.

## Przypisy

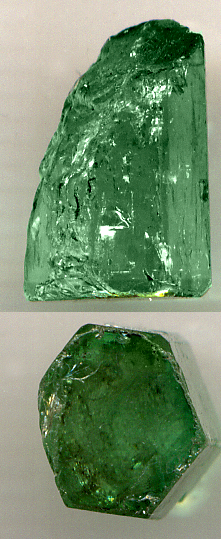
kryształ heksagonalny -beryl
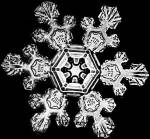
kryształ lodu - stan stały wody